# Beware the Heavens
Beware the Heavens – pierwszy album zespołu Sinergy, wydany 21 czerwca 1999.

## Lista utworów
Opracowano na podstawie materiału źródłowego.
1. „Venomous Vixens” (Goss, Laiho) – 3:15
2. „The Fourth World” (Goss, Stromblad) – 4:23
3. „Born Unto Fire and Passion” (Milianowicz) – 1:46
4. „The Warrior Princess” (Goss, Milianowicz, Strömblad) – 4:51
5. „Beware the Heavens” (Goss, Laiho) – 3:54
6. „Razorblade Salvation” (Goss, Strömblad) – 4:57
7. „Swarmed” (Goss, Laiho, Milianowicz, Strömblad) – 5:25
8. „Pulsation” (Goss, Laiho, Milianowicz, Strömblad) – 1:45
9. „Virtual Future” (Goss, Laiho, Milianowicz, Strömblad) – 5:08